# Panzeria setifrons
Panzeria setifrons är en tvåvingeart som först beskrevs av Brooks 1943.  Panzeria setifrons ingår i släktet Panzeria och familjen parasitflugor. Inga underarter finns listade i Catalogue of Life.